# Mario Party Superstars
Mario Party Superstars (マリオパーティ スーパースターズ Mario Pāti Sūpāsutāzu?) es un videojuego de socialización de 2021 desarrollado por NDcube y publicado por Nintendo para Nintendo Switch. Es el duodécimo videojuego de la serie Mario Party, y el segundo para Nintendo Switch después de Super Mario Party (2018). Fue lanzado el 29 de octubre de 2021.
El videojuego presenta cinco tableros remasterizados de la trilogía original de Nintendo 64 y un total de 100 minijuegos de entregas anteriores en la serie, similar al juego de Nintendo 3DS, Mario Party: The Top 100. A diferencia de  Super Mario Party, Superstars puede ser jugado con los botones de los controles. Cuando fue lanzado, Mario Party Superstars recibió mayoritariamente reseñas positivas por parte de la crítica.

## Lanzamiento
Nintendo reveló el juego en el Nintendo Direct del E3 de 2021 el 15 de junio. El tráiler mostraba nuevas versiones de los tableros "El pastel de cumpleaños de Peach" de  Mario Party y "La estación espacial" de Mario Party 2. Ryan Gilliam de Polygon señaló que los tableros incluían eventos que no estaban en las versiones originales; además, comentó que el videojuego tomó prestados algunos elementos, como la interfaz de usuario, de su predecesor, Super Mario Party. La presentación también confirmó que Birdo regresaría como personaje jugable por primera vez desde Mario Party 9 (2012). El tercer tablero de juego anunciado fue "Bosque boscoso" de Mario Party 3, el cual fue revelado en el sitio web oficial del videojuego. Durante la emisión de un Nintendo  Direct el 23 de septiembre de 2021, los últimos tableros fueron revelados, siendo "La isla tropical de Yoshi" de Mario Party y "Tierra del terror" de Mario Party 2.
Algunos minijuegos del Mario Party original que requerían que los jugadores rotaran el joystick analógico tan rápido como pudieran regresan en Superstars; estos minijuegos cuentan con una advertencia de no girar la palanca analógica con la palma de la mano. Esto se debió a incidentes donde jugadores se hicieron ampollas y quemaduras por utilizar la palanca de este modo.

## Recepción
Mario Party Superstars tiene una puntuación promedio de 80/100  basada en 88 reseñas en Metacritic, indicando "generalmente reseñas favorables".
Mitchell Saltzman de IGN dio una opinión favorable señalando que: 'Mario Party Superstars es una recopilación de los mejores tableros, minijuegos, mecánicas y mejoras de toda la serie, resultando en el mejor videojuego de la serie Mario Party en mucho tiempo.
Mario Party Superstars vendió 163 256 copias físicas en su primera semana en Japón, lo que lo convirtió en el juego minorista más vendido de la semana en el país. A diciembre de 2021, Mario Party  Superstars ha vendido 5.43 millones de copias en todo el mundo.

### Premios
| Año  | Premio               | Categoría            | Resultado | Ref.   |
| ---- | -------------------- | -------------------- | --------- | ------ |
| 2021 | The Game Awards 2021 | Mejor Juego Familiar | Nominado  | [ 21 ] |